# Groissiat
Groissiat är en kommun i departementet Ain i regionen Auvergne-Rhône-Alpes i östra Frankrike. Kommunen ligger  i kantonen  Oyonnax-Sud som ligger i arrondissementet Nantua. Kommunens areal är 6,32 km². År 2022 hade Groissiat 1 216 invånare.

## Befolkningsutveckling
Antalet invånare i kommunen Groissiat
Referens: INSEE